# Macromotettix yaoshanensis
Macromotettix yaoshanensis är en insektsart som beskrevs av Zheng, Z. och G. Jiang 2000. Macromotettix yaoshanensis ingår i släktet Macromotettix och familjen torngräshoppor. Inga underarter finns listade i Catalogue of Life.